# 五蓋
五蓋（ごがい、巴: pañca nīvaraṇāni, パンチャ・ニーヴァラナーニ）とは、仏教における瞑想（禅定）を邪魔する5つの障害、つまり5つの煩悩の総称。蓋（がい、巴: nīvaraṇa, ニーヴァラナ）とは文字通り、認識を覆う障害のこと。
解脱道論によれば、十結には五蓋すべてが含まれる。
なお、これと似た概念として、生存者を欲界へと結び付ける5つの束縛としての五下分結（ごげぶんけつ、巴: pañca orambhāgiyāni saṃyojanāni）という概念もある。下分（げぶん）とは、下の領域すなわち欲界のこと。結（けつ、巴: saṃyojana, サンヨージャナ）とは「束縛」のこと。

## 内容
Pañcimāni bhikkhave nīvaraṇāni. Katamāni pañca:

Kāmacchandanīvaraṇaṃ, vyāpādanīvaraṇaṃ, thīnamiddhanīvaraṇaṃ, uddhaccakukkuccanīvaraṇaṃ, vicikicchānīvaraṇaṃ. Imāni kho bhikkhave pañca nīvaraṇāni.
比丘たちよ、これら五つの蓋がある。いかなる五か。

欲愛蓋、瞋恚蓋、惛眠蓋、掉悔蓋、疑蓋である。比丘たちよ、これらの五蓋がある。
—パーリ仏典,  増支部九集念処品 Nīvaraṇa satipaṭṭhāna suttaṃ, Sri Lanka Tripitaka Project
五蓋の内容は、以下の通り
- 欲愛蓋（よくあい、巴: Kāmacchanda-nīvaraṇaṃ）
カーマ（Kāma; 五根からの欲の情報[注釈 2]）を恋しがる（chanda）蓋[1]。
- 瞋恚蓋（しんに、巴: vyāpāda-nīvaraṇaṃ、梵: vyāpāda） 
怒り・憎しみ・敵意。
- 惛沈・睡眠蓋（こんじん すいめん、巴: thīna-middha、梵: styāna-middha）
倦怠および眠気。
- 掉挙・悪作蓋（じょうこ おさ、巴: uddhacca-kukkucca、梵: auddhatya-kaukṛtya） 
心の浮動、心が落ち着かないこと。過去の間違いに対しての後悔[1]。
- 疑蓋（ぎ、巴: vicikicchā、梵: vicikitsā） 
疑い。チャレンジすることに対しての心の弱み[1]。

## 経典での扱い
増支部念処経では、釈迦は五蓋の捨断のために四念処を修習するべきと説いている。
沙門果経では、出家者が戒律を収めた後、初禅に入る前の段階として、この五蓋の除去が言及される。この五蓋が取り除かれることで、その人には歓喜・喜悦、身体の軽安（きょうあん）・安楽・三昧が生じ、初禅へと入っていく準備が整うと述べられる。また釈迦は、これら五蓋が残っている状態を、借金奴隷のような形に喩えている。

大王よ、比丘はこれら捨断されていない五蓋を、負債、病気、牢獄、奴隷、荒野をゆく旅路のようにみなすのです。
また大王よ、比丘はこれら五蓋を捨断したことを、無借金、無病、拘束からの解放、自由人、安らぎの場所とみなすのです。 
適切業品では、釈迦は慧の具足（paññāsampadā）との形で、在家信者に五蓋を説いている。五蓋に心が打ち負かされると「行ってはならなことを行い、行うべきことを行わないので、彼の名誉と幸福は破滅する」と釈迦は述べている。